# Aramoun
Aramoun (arabe : عرمون ) est une commune libanaise située dans le district de Kesrouan, gouvernorat du Mont-Liban. La population est presque exclusivement chrétienne de rite maronite. 

## Histoire
Le 21 novembre 1959, un avion DC-4 de la compagnie Ariana Afghan Airlines s'écrase sur une colline à côté d'Aramoun quelques instants après avoir décollé de l'aéroport international de Beyrouth, situé à proximité. L'avion, le vol 202 (en), se rendait en Iran puis en Afghanistan. 24 des 27 occupants de l'appareil périssent lors de l'accident. Les 3 survivants sont amenés à l’hôpital, où deux d'entre eux décèdent des suites de leurs blessures.